# 滁州职业技术学院
滁州职业技术学院（英文：Chuzhou Vocational And Technical College），为安徽省滁州市的一所公办普通高等职业院校。学校为“安徽省示范性高职院校”和安徽省首批“地方技能型高水平大学”建设学校。

## 校史
滁州职业技术学院由滁州建筑工程学校、安徽滁州技工学校、滁州市商业干部学校、滁州市供销干部学校、滁州市粮食成人中专学校、滁州市财税干部学校6所中专中技学校合并组建而成。2000年6月开始筹建，2002年7月正式成立。

## 院系专业
学校现有九个系部，开设48个专业。其中省级重点建设专业3个，省级特色专业6个，省级综合改革试点专业1个。
- 信息工程系
- 经济贸易系
- 土木工程系
- 机电工程系
- 传媒工程系
- 食品与环境工程系
- 汽车工程系
- 基础部
- 体育部

## 引用文献
1. ↑  . 滁州职业技术学院. （原始内容存档于2016年8月6日）.